# ECHL 2009/10
Die Saison 2009/10 war die 22. reguläre Saison der ECHL. Die 20 Teams bestritten in der regulären Saison je 72 Begegnungen. Das punktbeste Team der regulären Saison waren die Idaho Steelheads, während die Cincinnati Cyclones in den Play-offs ihren zweiten Kelly Cup gewannen.

## Teamänderungen
Folgende Änderungen wurden vor Beginn der Saison vorgenommen:
- Toledo Walleye, das Nachfolgeteam der Toledo Storm, wurde als Expansionsteam in die Liga aufgenommen.
- Die Kalamazoo Wings aus der International Hockey League wurden als Expansionsteam in die Liga aufgenommen.
- Die Dayton Bombers stellten den Spielbetrieb ein.
- Die Mississippi Sea Wolves stellten den Spielbetrieb ein.
- Die Phoenix RoadRunners stellten den Spielbetrieb ein.

## Reguläre Saison

### Abschlusstabellen
Abkürzungen: GP = Spiele, W = Siege, L = Niederlagen, T = Unentschieden, OTL = Niederlage nach Overtime, GF = Erzielte Tore, GA = Gegentore, Pts = Punkte

#### American Conference
| East Division         | GP | W  | L  | OTL | SOL | GF  | GA  | Pts |
| --------------------- | -- | -- | -- | --- | --- | --- | --- | --- |
| Elmira Jackals (3)    | 72 | 37 | 26 | 6   | 3   | 275 | 231 | 83  |
| Reading Royals (7)    | 72 | 37 | 29 | 1   | 5   | 254 | 275 | 80  |
| Trenton Devils (9)    | 72 | 33 | 30 | 4   | 5   | 244 | 252 | 75  |
| Johnstown Chiefs (12) | 72 | 18 | 43 | 7   | 4   | 215 | 307 | 47  |

| North Division          | GP | W  | L  | OTL | SOL | GF  | GA  | Pts |
| ----------------------- | -- | -- | -- | --- | --- | --- | --- | --- |
| Kalamazoo Wings (2)     | 72 | 42 | 20 | 6   | 4   | 273 | 243 | 94  |
| Cincinnati Cyclones (5) | 72 | 44 | 25 | 1   | 2   | 235 | 200 | 91  |
| Toledo Walleye (8)      | 72 | 35 | 30 | 2   | 5   | 254 | 274 | 77  |
| Wheeling Nailers (10)   | 72 | 33 | 32 | 2   | 5   | 240 | 249 | 73  |

| South Division               | GP | W  | L  | OTL | SOL | GF  | GA  | Pts |
| ---------------------------- | -- | -- | -- | --- | --- | --- | --- | --- |
| Charlotte Checkers (1)       | 72 | 43 | 21 | 4   | 4   | 253 | 223 | 94  |
| South Carolina Stingrays (4) | 72 | 41 | 19 | 6   | 6   | 248 | 216 | 94  |
| Florida Everblades (6)       | 72 | 38 | 25 | 4   | 5   | 234 | 221 | 85  |
| Gwinnett Gladiators (11)     | 72 | 31 | 33 | 5   | 3   | 243 | 277 | 70  |

#### National Conference
| Pacific Division        | GP | W  | L  | OTL | SOL | GF  | GA  | Pts |
| ----------------------- | -- | -- | -- | --- | --- | --- | --- | --- |
| Bakersfield Condors (2) | 72 | 38 | 29 | 4   | 1   | 232 | 243 | 81  |
| Las Vegas Wranglers (5) | 72 | 34 | 30 | 4   | 4   | 234 | 257 | 76  |
| Stockton Thunder (6)    | 72 | 33 | 29 | 2   | 7   | 235 | 241 | 76  |
| Ontario Reign (8)       | 72 | 31 | 31 | 3   | 7   | 214 | 229 | 72  |

| West Division             | GP | W  | L  | OTL | SOL | GF  | GA  | Pts |
| ------------------------- | -- | -- | -- | --- | --- | --- | --- | --- |
| Idaho Steelheads (1)      | 72 | 48 | 17 | 2   | 5   | 260 | 191 | 103 |
| Alaska Aces (3)           | 72 | 36 | 28 | 4   | 4   | 232 | 240 | 80  |
| Utah Grizzlies (4)        | 72 | 34 | 29 | 4   | 5   | 260 | 253 | 77  |
| Victoria Salmon Kings (7) | 72 | 34 | 32 | 4   | 2   | 230 | 243 | 74  |

### Beste Scorer
Abkürzungen: GP = Spiele, G = Tore, A = Assists, Pts = Punkte, PIM = Strafminuten
| Spieler         | Team                | GP | G  | A  | Pts | PIM |
| --------------- | ------------------- | -- | -- | -- | --- | --- |
| Tyler Donati    | Elmira Jackals      | 67 | 38 | 76 | 114 | 52  |
| Justin Donati   | Elmira Jackals      | 65 | 42 | 62 | 104 | 48  |
| Ryan Kinasewich | Utah Grizzlies      | 59 | 48 | 55 | 103 | 70  |
| Mark Derlago    | Idaho Steelheads    | 60 | 42 | 50 | 92  | 36  |
| Adam Miller     | Las Vegas Wranglers | 72 | 33 | 53 | 86  | 102 |
| A. J. Perry     | Utah Grizzlies      | 67 | 30 | 48 | 78  | 62  |
| Evan Barlow     | Idaho Steelheads    | 58 | 32 | 43 | 75  | 65  |
| Jamie Bates     | Stockton Thunder    | 60 | 27 | 46 | 73  | 24  |
| Ryan Cruthers   | Reading Royals      | 60 | 22 | 49 | 71  | 71  |
| Andrew Fournier | Kalamazoo Wings     | 70 | 27 | 44 | 71  | 40  |

## Kelly-Cup-Playoffs

### Turnierplan
|  | Erste Runde | Erste Runde              | Erste Runde         |                     |                     | Zweite Runde | Zweite Runde | Zweite Runde |  |  | Dritte Runde | Dritte Runde | Dritte Runde |  |  | Kelly-Cup-Finale | Kelly-Cup-Finale | Kelly-Cup-Finale |
|  |             |                          |                     |                     |                     |              |              |              |  |  |              |              |              |  |  |                  |                  |                  |
|  | N1          | Idaho Steelheads         |                     |                     |                     |              |              |              |  |  |              |              |              |  |  |                  |                  |                  |
|  |             | (Freilos)                |                     |                     |                     |              |              |              |  |  |              |              |              |  |  |                  |                  |                  |
|  | N1          | Idaho Steelheads         | 4                   |                     |                     |              |              |              |  |  |              |              |              |  |  |                  |                  |                  |
|  | N1          | Idaho Steelheads         | 4                   |                     |                     |              |              |              |  |  |              |              |              |  |  |                  |                  |                  |
|  |             |                          | N4                  | Utah Grizzlies      | 0                   |              |              |              |  |  |              |              |              |  |  |                  |                  |                  |
|  | N4          | Utah Grizzlies           | N4                  | Utah Grizzlies      | 0                   | 3            |              |              |  |  |              |              |              |  |  |                  |                  |                  |
|  | N4          | Utah Grizzlies           |                     |                     |                     | 3            |              |              |  |  |              |              |              |  |  |                  |                  |                  |
|  | N5          | Las Vegas Wranglers      | 2                   |                     |                     |              |              |              |  |  |              |              |              |  |  |                  |                  |                  |
|  | N5          | Las Vegas Wranglers      | 2                   | N1                  | Idaho Steelheads    | 4            |              |              |  |  |              |              |              |  |  |                  |                  |                  |
|  |             |                          |                     | N1                  | Idaho Steelheads    | 4            |              |              |  |  |              |              |              |  |  |                  |                  |                  |
|  |             | N6                       | Stockton Thunder    | 2                   |                     |              |              |              |  |  |              |              |              |  |  |                  |                  |                  |
|  | N2          | N6                       | Stockton Thunder    | 2                   | Bakersfield Condors | 3            |              |              |  |  |              |              |              |  |  |                  |                  |                  |
|  | N2          |                          |                     |                     | Bakersfield Condors | 3            |              |              |  |  |              |              |              |  |  |                  |                  |                  |
|  | N7          | Victoria Salmon Kings    | 2                   |                     |                     |              |              |              |  |  |              |              |              |  |  |                  |                  |                  |
|  | N7          | Victoria Salmon Kings    | 2                   | N2                  | Bakersfield Condors | 1            |              |              |  |  |              |              |              |  |  |                  |                  |                  |
|  |             |                          |                     | N2                  | Bakersfield Condors | 1            |              |              |  |  |              |              |              |  |  |                  |                  |                  |
|  |             |                          | N6                  | Stockton Thunder    | 4                   |              |              |              |  |  |              |              |              |  |  |                  |                  |                  |
|  | N3          | Alaska Aces              | N6                  | Stockton Thunder    | 4                   | 1            |              |              |  |  |              |              |              |  |  |                  |                  |                  |
|  | N3          | Alaska Aces              |                     |                     |                     |              |              |              |  |  |              |              |              |  |  |                  |                  |                  |
|  | N6          | Stockton Thunder         | 3                   |                     |                     |              |              |              |  |  |              |              |              |  |  |                  |                  |                  |
|  | N6          | Stockton Thunder         | 3                   | N1                  | Idaho Steelheads    | 1            |              |              |  |  |              |              |              |  |  |                  |                  |                  |
|  |             |                          |                     |                     |                     |              |              |              |  |  |              |              |              |  |  |                  |                  |                  |
|  |             | A5                       | Cincinnati Cyclones | 4                   |                     |              |              |              |  |  |              |              |              |  |  |                  |                  |                  |
|  | A1          | A5                       | Cincinnati Cyclones | 4                   | Charlotte Checkers  | 3            |              |              |  |  |              |              |              |  |  |                  |                  |                  |
|  | A1          |                          |                     |                     | Charlotte Checkers  | 3            |              |              |  |  |              |              |              |  |  |                  |                  |                  |
|  | A8          | Toledo Walleye           | 1                   |                     |                     |              |              |              |  |  |              |              |              |  |  |                  |                  |                  |
|  | A8          | Toledo Walleye           | 1                   | A1                  | Charlotte Checkers  | 3            |              |              |  |  |              |              |              |  |  |                  |                  |                  |
|  |             |                          |                     | A1                  | Charlotte Checkers  | 3            |              |              |  |  |              |              |              |  |  |                  |                  |                  |
|  |             |                          | A5                  | Cincinnati Cyclones | 4                   |              |              |              |  |  |              |              |              |  |  |                  |                  |                  |
|  | A2          | South Carolina Stingrays | A5                  | Cincinnati Cyclones | 4                   | 2            |              |              |  |  |              |              |              |  |  |                  |                  |                  |
|  | A2          | South Carolina Stingrays |                     |                     |                     | 2            |              |              |  |  |              |              |              |  |  |                  |                  |                  |
|  | A7          | Cincinnati Cyclones      | 3                   |                     |                     |              |              |              |  |  |              |              |              |  |  |                  |                  |                  |
|  | A7          | Cincinnati Cyclones      | 3                   | A5                  | Cincinnati Cyclones | 4            |              |              |  |  |              |              |              |  |  |                  |                  |                  |
|  |             |                          |                     | A5                  | Cincinnati Cyclones | 4            |              |              |  |  |              |              |              |  |  |                  |                  |                  |
|  |             | A7                       | Reading Royals      | 3                   |                     |              |              |              |  |  |              |              |              |  |  |                  |                  |                  |
|  | A3          | A7                       | Reading Royals      | 3                   | Kalamazoo Wings     | 2            |              |              |  |  |              |              |              |  |  |                  |                  |                  |
|  | A3          |                          |                     |                     |                     |              |              |              |  |  |              |              |              |  |  |                  |                  |                  |
|  | A6          | Reading Royals           | 3                   |                     |                     |              |              |              |  |  |              |              |              |  |  |                  |                  |                  |
|  | A6          | Reading Royals           | 3                   | A7                  | Reading Royals      | 4            |              |              |  |  |              |              |              |  |  |                  |                  |                  |
|  |             |                          |                     | A7                  | Reading Royals      | 4            |              |              |  |  |              |              |              |  |  |                  |                  |                  |
|  |             |                          | A6                  | Florida Everblades  | 0                   |              |              |              |  |  |              |              |              |  |  |                  |                  |                  |
|  | A4          | Elmira Jackals           | A6                  | Florida Everblades  | 0                   | 2            |              |              |  |  |              |              |              |  |  |                  |                  |                  |
|  | A4          | Elmira Jackals           |                     |                     |                     |              |              |              |  |  |              |              |              |  |  |                  |                  |                  |
|  | A5          | Florida Everblades       | 3                   |                     |                     |              |              |              |  |  |              |              |              |  |  |                  |                  |                  |

### Kelly-Cup-Sieger
| Kelly-Cup-Sieger Cincinnati Cyclones | Mathieu Aubin, Hans Benson, Reid Cashman, Ryan Del Monte, Cullen Eddy, Barret Ehgoetz, Josh Heidinger, Jason Jozsa, Jimmy Kilpatrick, Doug Krantz, Maxime Lacroix, Robert Mayer, Ian McKenzie, Brett Motherwell, Brian O’Hanley, Will Ortiz, Matt Pierce, Brett Robinson, Kevin Roeder, Brock Sheahan, Jeremy Smith, Dustin Sproat, Mark Van Guilder Trainer: Chuck Weber |

## Vergebene Trophäen
| Auszeichnung                                                                   | Spieler                   | Team                     |
| ------------------------------------------------------------------------------ | ------------------------- | ------------------------ |
| John Brophy Award Bester Trainer                                               | Derek Laxdal              | Idaho Steelheads         |
| ECHL Most Valuable Player Bester Spieler der regulären Saison                  | Tyler Donati              | Elmira Jackals           |
| Kelly Cup Playoffs Most Valuable Player Bester Spieler der Playoffs            | Robert Mayer Jeremy Smith | Cincinnati Cyclones      |
| ECHL Rookie of the Year Bester Rookie der regulären Saison                     | Justin Donati             | Elmira Jackals           |
| ECHL Goaltender of the Year Bester Torwart der regulären Saison                | Todd Ford                 | South Carolina Stingrays |
| ECHL Defenseman of the Year Bester Verteidiger der regulären Saison            | J. C. Sawyer              | Toledo Walleye           |
| ECHL Leading Scorer Bester Scorer der regulären Saison                         | Tyler Donati              | Elmira Jackals           |
| ECHL Plus Performer Award Spieler mit der besten Plus/Minus-Bilanz             | Mark Derlago              | Idaho Steelheads         |
| ECHL Sportsmanship Award Hoher sportlicher Standard und vorbildliches Benehmen | Barret Ehgoetz            | Cincinnati Cyclones      |
| Kelly Cup Gewinner der ECHL-Playoffs                                           | Cincinnati Cyclones       | Cincinnati Cyclones      |
| Henry Brabham Cup Bestes Team der regulären Saison                             | Idaho Steelheads          | Idaho Steelheads         |
| E. A. „Bud“ Gingher Memorial Trophy Bestes Team der American Conference        | Cincinnati Cyclones       | Cincinnati Cyclones      |
| Bruce Taylor Trophy Bestes Team der National Conference                        | Idaho Steelheads          | Idaho Steelheads         |